# Zygadenia patulus
Zygadenia patulus is een keversoort uit de familie Ommatidae. De wetenschappelijke naam van de soort is voor het eerst geldig gepubliceerd in 1985 door Ponomarenko.